# Scott Basalaj
Scott Basalaj (19 de abril de 1994 en Lower Hutt) es un futbolista neozelandés que juega de arquero en el Team Wellington de la ISPS Handa Premiership.

## Carrera
Comenzó su carrera en el Lower Hutt City. En el 2010 comenzó a ser llamado por el Team Wellington, aunque recién comenzaría a tener lugar en el primer equipo en la temporada 2012/13. En 2013 partió a Escocia para entrenar con el Partick Thistle con el fin de conseguir un lugar en el club escocés, que finalmente lo terminaría contratando. Al terminar su vínculo con el club en 2015, regresó al Team Wellington.

### Clubes
| Club            | País          | Año             |
| --------------- | ------------- | --------------- |
| Lower Hutt City | Nueva Zelanda | 2010            |
| Team Wellington | Nueva Zelanda | 2010 - 2013     |
| Partick Thistle | Escocia       | 2013 - 2015     |
| Team Wellington | Nueva Zelanda | 2015 - Presente |

### Selección nacional
Fue el arquero titular de la selección Sub-17 de Nueva Zelanda, con la que ganó el Campeonato Sub-17 de la OFC y permitiendo la clasificación a la Copa Mundial. En este torneo atajó en todos los partidos demostrando un gran nivel en los tres encuentros de la fase de grupos, recibiendo solamente 2 goles. Sin embargo, en los octavos de final, sufrió los 6 goles de Japón. Además, ese año viajó a Colombia como arquero suplente de la selección Sub-20 de Nueva Zelanda que disputó el Mundial. Fue convocado para los Juegos Olímpicos de Londres 2012 debido a la lesión de Jake Gleeson. 
En 2013 conquistó el Campeonato Sub-20 de la OFC y volvió a disputar la Copa Mundial de dicha categoría, en la que jugó un solo partido.

## Palmarés
| Título                | Club             | País          | Año     |
| --------------------- | ---------------- | ------------- | ------- |
| Campeonato Sub-17 OFC | Selección Sub-17 | Nueva Zelanda | 2011    |
| White Ribbon Cup      | Team Wellington  | Nueva Zelanda | 2011-12 |
| Campeonato Sub-20 OFC | Selección Sub-20 | Nueva Zelanda | 2013    |
| ASB Premiership       | Team Wellington  | Nueva Zelanda | 2015-16 |
| SS Premiership        | Team Wellington  | Nueva Zelanda | 2016-17 |
| Charity Cup           | Team Wellington  | Nueva Zelanda | 2017    |
| Liga de Campeones     | Team Wellington  | Nueva Zelanda | 2018    |